# Anabar (quận)
Anabar là một quận của đảo quốc Thái Bình Dương Nauru. Quận thuộc Khu vực bầu cử Anabar. Anbar nằm ở phía đông bắc của quốc đảo và có diện tích là 1,5 km² với dân số 810 người.